# ヴァハグン

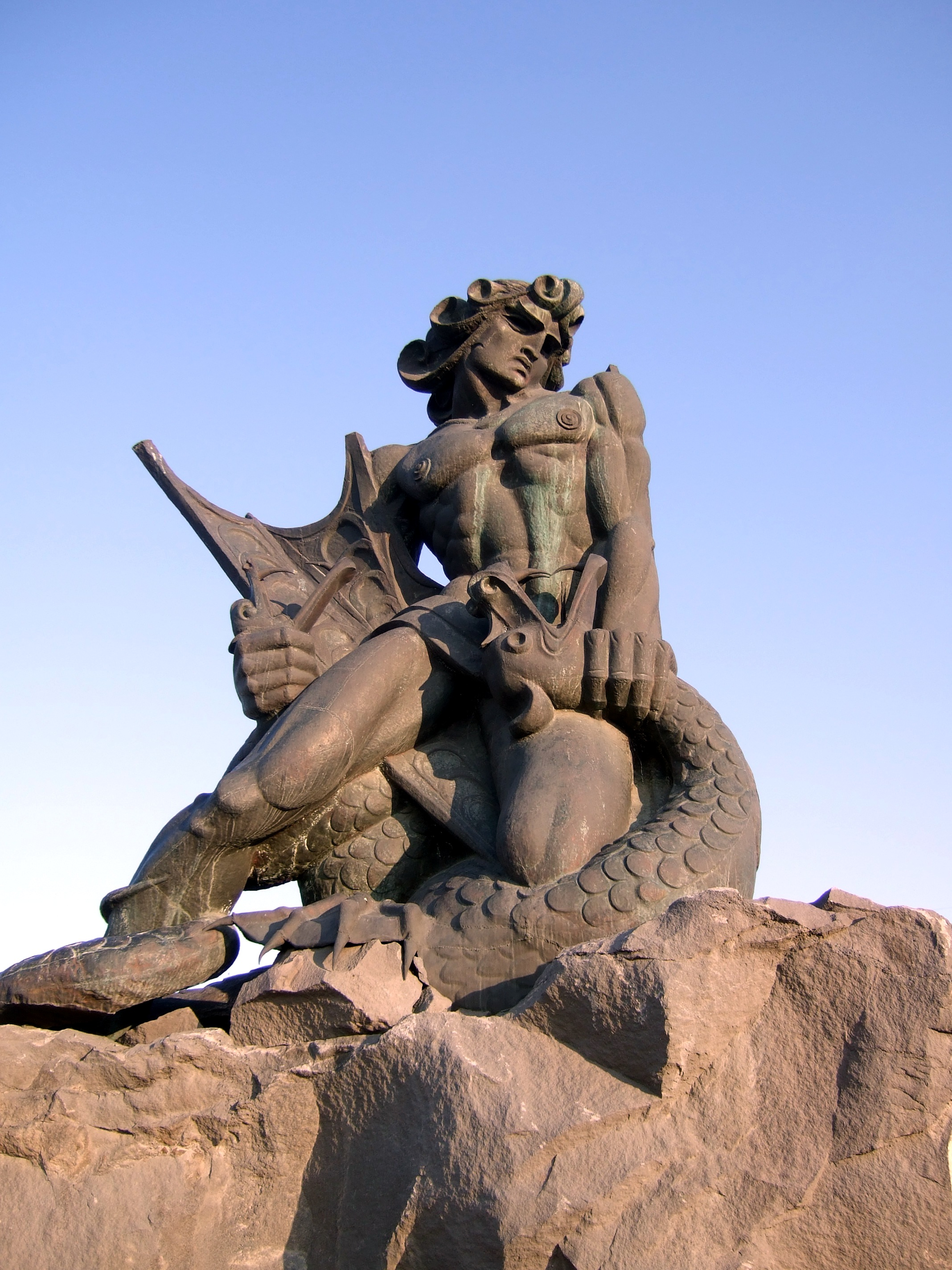
エレバンのドラゴン殺しのヴァハグン像

ヴァハグン（アルメニア語: Վահագն、Vahagn Vishapakagh＝ヴィシャップ殺しのヴァハグン、ヴァハクン）は、アルメニアに古代から語り継がれる太陽と火と戦いの神である。ある時から、彼の存在はアラマズドとアナヒットとトライアドを結成する。ギリシャのヘラクレスやウルスラグナと同一視されている。
エウヘメリズム信仰では、全ての神は元は人間であり、ヴァハグンも同様に紀元前6世紀のエルワンド王の息子でバブとティランの兄弟、アルメニアの王位継承者として記録されている。
歴史家モーセス・ホレナツィのアルメニア史には、彼の誕生とドラゴン（ヴィシャップ）殺しの偉業を謳った歌が収録されている。